# Albert de Garaudé
Albert de Garaudé est un musicien et compositeur français né le 27 octobre 1821 à Choisy-le-Roi et mort le 6 août 1854 à Théméricourt.

## Biographie
Alexis Albert Gauthier Gabriel Colombelle dit Garaudé naît le 27 octobre 1821 à Choisy-le-Roi,.
Il est le fils naturel du professeur de chant et compositeur Alexis de Garaudé (1779-1852) et de la cantatrice Clotilde Colombelle dite Coreldi (1804-1826).
Albert de Garaudé étudie très jeune au Conservatoire de Paris, où il obtient un premier prix de solfège en 1833 dans la classe d'Alexandre Goblin, un premier prix de contrepoint et fugue en 1837 dans la classe de Fétis puis un premier prix d'orgue en 1838 dans la classe de François Benoist, avant de travailler la composition avec Halévy,.
En 1841, il est lauréat d'un deuxième Second prix de Rome avec sa cantate Lionel Foscari sur un poème du marquis de Pastoret,.
Comme musicien, il est un accompagnateur réputé, poste qu'il occupe notamment à l'Opéra-Comique et à la Société des concerts du Conservatoire,.
Comme compositeur, il est l'auteur de quelques pièces pour piano et de nombreuses réductions pour piano et chant d'opéras de Meyerbeer et Halévy, entre autres.
Albert de Garaudé meurt prématurément le 6 août 1854 à Théméricourt, à l'âge de 32 ans,,. Il est inhumé au cimetière de Montmartre (division 22).